# Брезовиця (Радовлиця)
Брезовиця (словен. Brezovica) — поселення в общині Радовлиця, Горенський регіон, Словенія. Висота над рівнем моря: 463,1 м.